# Éperlecques
Éperlecques – miejscowość i gmina we Francji, w regionie Hauts-de-France, w departamencie Pas-de-Calais.
Według danych na rok 1990 gminę zamieszkiwało 2785 osób, a gęstość zaludnienia wynosiła 109 osób/km² (wśród 1549 gmin regionu Nord-Pas-de-Calais Éperlecques plasuje się na 296. miejscu pod względem liczby ludności, natomiast pod względem powierzchni na miejscu 28.).

## Interesujące miejsca
- Kompleks rakiet V2